# 陳萬年 (漢朝)
陳萬年（？—前44年），字幼公，西漢沛郡相縣（今安徽省淮北市相山區）人，陳萬年平居操守清廉，處事公平，但同時他亦善於鑽營，攀附許氏、史氏等外戚權貴。漢宣帝年間，陳萬年受丞相邴吉的舉薦而成為御史大夫。

## 生平
陳萬年早年為沛郡的郡吏，經察举被選拔為縣令，後遷升廣陵郡太守，因政績優異而於神爵元年入京擔任右扶風，五鳳二年調任太仆。
陳萬年操守廉正，然其待人處事圓滑，善於逢迎討好，他將大量財物贈送給外戚許氏和史氏，尤其對樂陵侯史高更是竭力結交奉承，為此幾乎傾盡了家中所有的財產。丞相邴吉得病時，俸祿二千石以上的官員們皆前去探問病情，邴吉派遣家丞出來向眾臣表示謝意，一眾官員在家丞道謝完畢後便紛紛離去，只有陳萬年獨自留下來侍候邴吉，直到夜半時分才回到家中。後來邴吉病重，汉宣帝親自前去探望，同時詢問邴吉對朝中諸臣德行才能的看法，邴吉向漢宣帝推薦定國、杜延年和陳萬年三人，由於邴吉的舉薦，陳萬年因此得以在甘露三年皆替于定國擔任御史大夫。
汉元帝年間，珠崖郡（今海南省琼山区東南）發生叛亂，亂事綿延數年都未能平定。漢元帝為此與羣臣商議是否該派遣大軍南下討伐，其中待詔贾捐之表示反對，認為珠崖當地的氣候濕熱，軍隊往往因水土不服而損失慘重，加上出兵的花費高昂，不如放棄珠崖一地。漢元帝又徵詢丞相、御史等人的看法，御史大夫陳萬年認為應當發兵平叛，而丞相定國則認同賈捐之的主張。最終漢元帝聽從于定國的意見，撤銷了珠崖郡的設置。
陳萬年擔任御史大夫八年後，於初元五年病逝。

## 軼事
陳萬年的兒子名為陳，陳咸憑藉父親陳萬年的功績，而被任命為郎官。陳咸的才能突出，個性坦率耿直，多次議論政事，敢於譏刺皇帝的親信寵臣，上書陳述意見數十次，後來陳咸升任為左曹。某次，陳萬年生病，叫喚陳咸到床邊教導訓誡直到半夜，陳咸止不住睡意沉沉睡去，頭撞在屏風上。陳萬年非常生氣，打算用木杖擊打陳咸，說：「你老子教導你的時候，你反而打瞌睡，不聽爹的話，這是為什麼？」陳咸叩頭謝罪說：「您說的意思我都曉得，歸根究柢便是教我要諂媚奉承罷了。」陳萬年這才不再說話。

## 延伸閱讀
[在维基数据编辑]
 《漢書·卷066》，出自班固《漢書》

| 前任： 定國 | 西汉御史大夫 前51年－前44年 | 繼任： 贡禹 |